# دهک (آمار)
در آمار توصیفی، دهک‌ها مقادیری هستند که تابع توزیع تجمعی داده را به ده قسمت مساوی تقسیم می‌کنند. دهک‌ها نوع چندک هستند.